# عوني كرومي
عوني أفرام كرومي (1945 - 2006) مسرحي أكاديمي من العراق ، مواليد الموصل .خريج معهد الفنون الجميلة قسم تمثيل وإخراج - بغداد عام 1965. تخرج من أكاديمية الفنون الجميلة – بغداد عام1969. ماجستير علوم مسرح من معهد العلوم المسرحية جامعة همبولدت – برلين- ألمانيا عام1972. دكتوراه علوم مسرحية من معهد العلوم المسرحية جامعة همبولدت –برلين - ألمانيا عام1976 . درّس في عدد من الجامعات العراقية والعربية والألمانية بين الأعوام 1997-1977. شارك في العديد من المؤتمرات والمهرجانات والحلقات الدراسية العربية والعالمية بين الأعوام 1972 و2002.
أخرج أكثر من سبعين عملاً مسرحياً منها: فطور الساعة الثامنة، في منطقة الخطر، كاليكولا، غاليلو غاليليه، كريولان، مأساة تموز، القائل نعم القائل لا، تداخلات الفرح والحزن، فوق رصيف الرفض، الغائب، حكاية لأطفالنا الأعزاء، كشخة ونفخة، الإنسان الطيب، صراخ الصمت الأخرس، ترنيمة الكرسي الهزاز، بير وشناشيل، المحفظة، المسيح يصلب من جديد، الصمت والذئاب، عند الصلب، في المحطة، الشريط الأخير، المساء الأخير، الطائر الأزرق ،أنتيجونا، فاطمة، السيد والعبد.
نال العديد من الجوائز العالمية في مهرجانات بغداد، القاهرة، قرطاج، برلين . كما حصل على لقب ( وسيط الثقافات ) من مركز برشت في برلين. توفي في مدينة برلين بألمانيا يوم 28 مايو 2006 .